# Johann Friedrich Jugler

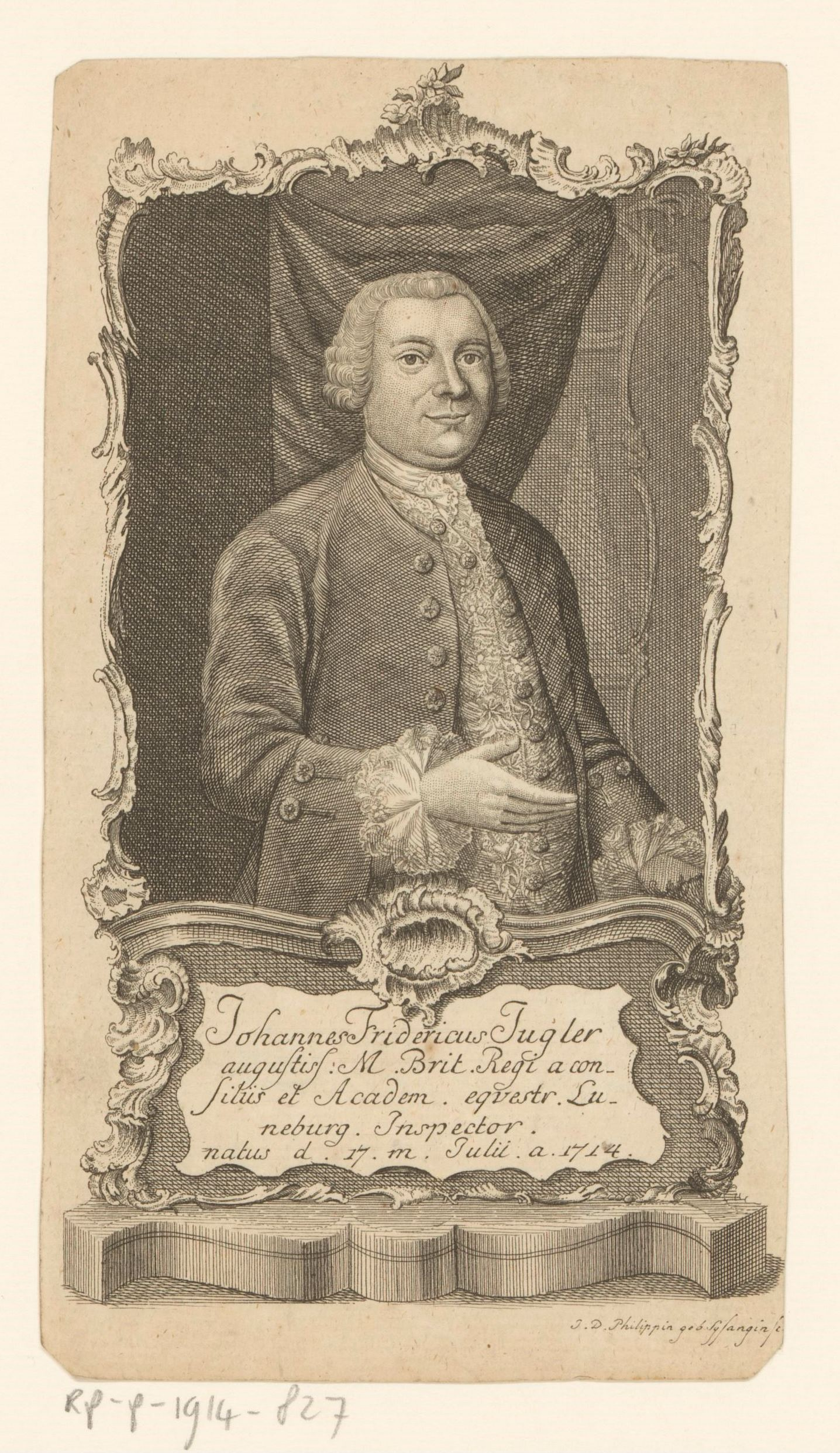
Johann Friedrich Jugler

Johann Friedrich Jugler (* 17. Juli 1714 in Wettaburg; † 9. Januar 1791 in Lüneburg) war ein deutscher Rechtshistoriker.

## Leben
Johann Friedrich Jugler wurde als Sohn des Predigers Johann Martin Jugler in Wettaburg, unweit Naumburg geboren. Den ersten Unterricht erhielt er bei seinem Onkel mütterlicherseits, dem Superintendenten zu Tautenburg Johann Christoph Friderici. Von 1729 bis 1734 war er Schüler der Fürstenschule zu Pforta. Zum Sommersemester 1734 immatrikulierte er sich an der Universität Leipzig, um Rechtswissenschaften zu studieren. Neben juristischen hörte er auch andere Veranstaltungen, meist Philosophie oder Rechtsgeschichte. Nach dem Examen 1739 erhielt Jugler eine Stelle als Hofmeister im Haus der Grafen von Hohenthal. 1741 habilitierte er sich in Leipzig und ging als Hofmeister zum Hamburger Bürgermeister Conrad Widow, dessen Sohn er unterrichtete. Im Sommer 1743 begleitete er den jungen Widow auf einem Kuraufenthalt in Karlsbad, wo er den Herzog Johann Adolf von Sachsen-Weißenfels kennenlernte. Der Herzog stellte Jugler dem Geheimrat Gerlach Adoph von Münchhausen vor, der damals als Minister für das Unterrichtswesen im Fürstentum Hannover verantwortlich war. Münchhausen verlieh Jugler nach Beendigung seines Hamburger Dienstverhältnisses 1744 die Professur des Naturrechts am Gymnasium Augusteum zu Weißenfels. Nach längeren Aufenthalten in Göttingen und Jena trat Jugler diese Stelle am 24. September 1744 an. Seine Antrittsrede handelte von der Ciceromania Eruditorum, dem „Cicero-Wahn der Hochangesehenen“.
Schon nach wenigen Monaten bot Münchhausen Jugler eine neue Stelle in Göttingen an, die Jugler jedoch wegen seines kurzen Aufenthaltes in Weißenfels ablehnte. Im Januar 1745 wurde er zum Regierungsassessor in Weißenfels ernannt. Ende 1745 erhielt er einen Ruf als Inspektor und Lehrer an die Ritterakademie Lüneburg, wo er den Titel eines königlich-großbritannischen Rates tragen sollte. Kurz nach der Hochzeit mit der Tochter des Superintendenten Valentin Ernst Löscher in Dresden zog Jugler Anfang 1746 mit seiner Frau nach Lüneburg. Die berühmte, vom hochgebildeten Herzog August dem Jüngeren begründete Ritterakademie war in einem desolaten Zustand und zählte nur noch sechs Schüler. Jugler bemühte sich in seinen vierzig Jahren Tätigkeit, die Disziplin und das Ansehen der Akademie wiederherzustellen.
1766 starb Juglers Frau. Seine zweite Ehe, die er nach Ablauf des Trauerjahres 1767 mit Maria Magdalena (1738–1812), geborene Rickmann, einer Schwester des Mediziners Christian Rickmann, eingegangen war, wurde nach wenigen Jahren geschieden. Juglers Erblindung im Jahr 1787 setzte seiner Arbeit ein Ende. Auch mehrere Operationen bei dem Altonaer Ophthalmologen Unger schlugen fehl. So nahm Jugler in diesem Jahr seinen Abschied an der Ritterakademie, der ihm mit großer Ehre gewährt wurde. Die letzten Jahre seines Lebens verbrachte er mit „gleichmäßig guter Laune und warmem Interesse für schriftstellerische Leistungen auf dem weiten Gebiete der Geschichte und Rechtswissenschaft“ Zum Zeitpunkt seines Todes umfasste seine private Bibliothek um die 8000 Bände und ebenso viele kleine Schriften.
Ein Sohn Juglers war der Mediziner und Schriftsteller Johann Heinrich Jugler (1758–1812).

## Leistungen
Neben seiner mehr als vierzigjährigen Lehrtätigkeit in Lüneburg machte sich Jugler vor allem durch seine Forschung auf dem Gebiet der Rechtsgeschichte und seine zahlreichen Veröffentlichungen verdient. Er besorgte eine Neuauflage der bibliotheca historiae litterariae selectae (Jena 1754–63) des Jenaer Juristen Burkhard Gotthelf Struve, die durch Juglers Zusätze und Verbesserungen beinahe zu einem neuen Werk wurden. 1785 erschien zu diesem Werk noch ein Ergänzungsband von Johann Christoph Köcher.
Juglers umfangreichste Arbeit sind die Beyträge zur juristischen Biographie, oder genauere litterarische und kritische Nachrichten von dem Leben und den Schriften verstorbener Rechtsgelehrter und Staatsmänner, welche sich in Europa verdient gemacht haben. Die Beyträge erschienen in sechs Bänden zu je zwei Teilen von 1773 bis 1780 in Leipzig, verlegt von Paul Gotthelf Kummer. Sie umfassen 127 sorgfältig aufgearbeitete Biografien, die unter anderem in die Allgemeine Deutsche Biographie Eingang fanden. Durch die Zusammenstellung der Beyträge kam Jugler mit dem Biografen Christoph Weidlich in Kontakt. 
- Band I (1773): (online)

Biografien von Johann Georg Kulpis, Cornelis van Bynkershoek, Johann Heinrich von Berger, Christoph Heinrich von Berger, Friedrich Ludwig von Berger, Johann August von Berger, Christoph Besold, Johann Georg Besold, Jakob Friedrich Ludovici, Eberhard Otto, Franz Florent und Georg Beyer
- Band III (1777): online

- Band V (1779): online

- Band VI (1780): online